# Zbydniów (gmina)
Zbydniów (od 1973 Zaleszany) – dawna gmina wiejska istniejąca w latach 1934–1954 w woj. lwowskim i rzeszowskim (dzisiejsze woj. podkarpackie). Siedzibą władz gminy był Zbydniów.
Gminę Zbydniów utworzono 1 sierpnia 1934 roku w województwo lwowskim, w powiecie tarnobrzeskim, z dotychczasowych drobnych gmin wiejskich: Kotowa Wola, Majdan Zbydniowski, Motycze Szlacheckie, Skowierzyn, Wólka Turebska, Zaleszany i Zbydniów.
Po wojnie gmina Zbydniów weszła w skład woj. rzeszowskiego (nadal w powiecie tarnobrzeskim). Według stanu z dnia 1 lipca 1952 roku gmina składała się z 9 gromad: Dzierdziówka, Kępie Zaleszańskie, Kotowa Wola, Majdan Zbydniowski, Motycze Szlacheckie, Skowierzyn, Wólka Turebska, Zaleszany i Zbydniów. 1 lipca 1952 roku do gminy Zbydniów przyłączono część obszaru gminy Radomyśl.
Gmina Zbydniów została zniesiona 29 września 1954 roku wraz z reformą wprowadzającą gromady w miejsce gmin. Jednostki nie przywrócono 1 stycznia 1973 roku po reaktywowaniu gmin, utworzono natomiast jej terytorialny odpowiednik, gminę Zaleszany.